# Vestmanlands Läns Tidning
Vestmanlands Läns Tidning (VLT) är en obunden liberal dagstidning som ges ut i Västerås sedan 10 februari 1831. Den 13 oktober 2004 gick tidningen över till tabloidformat. Dominerande ägare i VLT AB var länge familjen Pers.

## Historik
Boktryckaren Daniel Torssell startade ett nyhetsblad 1831 i Västerås, vid den tiden en småstad med några tusen invånare. Till VLT:s främste publicister under 1800-talet hörde Daniel Olauson (1812–1870), som under sin redaktörstid (1847–1853 och 1859–1869) gav tidningen en alltjämt bestående, tydlig liberal politisk inriktning. 
År 1898 övertogs tidningen av Anders Pers. Under dennes tid som huvudredaktör (1908–1948) blev VLT en av de mest ansedda landsortstidningarna och intog under 1930-talet och andra världskriget en tydlig antinazistisk hållning. Traditionerna fullföljdes av sonen Anders Yngve Pers (huvudredaktör 1948–1972) och sonsonen Anders H. Pers (huvudredaktör 1978–1996).
I mitten av 1980-talet startade VLT tv-satsningen Västerås Vision, en kanal som sändes via kabelnätet till bland andra Mimers hyresgäster. Tanken var att kanalen skulle dra in reklampengar, men den lades ner innan reklam-tv blev tillåtet i Sverige.
VLT:s främsta spridningsområde är A-region 48, det vill säga Västerås kommun, Hallstahammars kommun och Surahammars kommun. Man har dock haft bevakning och redaktioner i andra delar av Västmanlands län. I dessa delar av länet har dock VLT haft konkurrens från lokalt starkare tidningar. Efter att VLT AB köpt dessa konkurrenter skalades tidningen VLT:s verksamheter där ned successivt. Hösten 1982 samlokaliserades VLT:s redaktioner i Fagersta och Norberg med Fagersta-Postens redaktioner på respektive ort. Den 10 januari 1984 avskaffades de separata editionerna för Fagersta och Sala. År 1991 lades lokalkontoren i Fagersta, Köping, Kungsör, Sala, Norberg och Skinnskatteberg ner.

## Tidningsfakta
Ansvarig utgivare är chefredaktör Daniel Nordström, som fram till 29 oktober 2019 även var ansvarig utgivare för Fagersta-Posten, Sala Allehanda och Bärgslagsbladet/Arboga Tidning. Ställföreträdande utgivare är nyhetscheferna Helena Grahn och Cecilia Rindbäck Tiger. Politisk redaktör är Lisa Bjurwald. 
1934 omvandlades VLT till aktiebolag. Detta bolag uppgick 2007 i Liberala Tidningar i Mellansverige med den publicistiska verksamheten förlagd till Promedia. Promedia köptes sedermera av Stampen som 2015 sålde bolaget till Mittmedia. Bonnierkoncernen och norska Amedia köpte Mittmedia våren 2019.
Upplaga: 28 900 ex. (2015)

## Huvudredaktörer (i urval)
- Daniel Olauson 1847–1853 och 1859–1869
- Anders Pers 1908–1948
- Anders Yngve Pers 1948–1972
- Ingemar Garpe 1972–1977
- Anders H. Pers 1978–1996
- Anders Ahlberg 1996–2002
- Elisabeth Bäck 2002–2009
- Göran Lundberg tf 2009-2011
- Thelma Kimsjö 2011–2016
- Daniel Nordström 2016–